# Batteria di Monte Lega
La batteria di Monte Lega, (604ª Batteria Sempre Pronta), si trova in provincia di Imperia nell'entroterra di Sanremo. È un'opera del Vallo Alpino del Littorio, costruita dal 1932 al 1935; è ubicata sulla vetta del monte omonimo, all'estremità Nord del Sottosettore V/A Muratone e ricade nella tipologia della circolare tipo 200 dello Stato Maggiore.

## Armamento e struttura
L'opera era armata con quattro cannoni da 75/27 Mod. 1906, due mitragliatrici Fiat Mod. 14/35 e due fucili mitragliatori. I quattro cannoni della batteria dovevano controllare tutta la dorsale da Passo Muratone all'Arpetta, a protezione dei centri di resistenza e a sbarramento dei vari colli, mentre le due mitragliatrici incrociavano il fuoco con il centro di resistenza 4 di Sanderan e spazzavano i pendii Nord e Nord-Ovest del rilievo, a protezione delle casematte.
Nel complesso la batteria è formata da due ingressi (armati con fucile mitragliatore), da una serie di cunicoli (lungo i quali si aprono diversi locali per latrine, depositi munizioni, viveri e acqua, ecc) che collegano poi le camerate, i depositi di munizioni, le quattro postazioni per i cannoni e le due per mitragliatrici.
Le quattro casematte per artiglieria sono armate con il pezzo standard delle batterie in caverna: il cannone da 75/27 Mod. 1906 di progettazione Krupp con installazione in caverna (Tipo 1). Questo tipo di sistemazione è impiegato anche nella vicina batteria del Balcone di Marta, come pure nelle altre batterie della Val Roia, si tratta infatti dell'installazione più pratica ed economica per casematte con azione di fiancheggiamento.	
Il cannone da 75 mm è smontato dal proprio affusto e utilizza come supporto un carrello Decauville modificato, con orecchioniere e seggiolini per i serventi. Il carrello è normalmente ricoverato nella casamatta (larga 2 metri e lunga 4); in caso di necessità può scorrere su un breve tratto di binario immorsato nel pavimento, facendo così fuoriuscire la volata del pezzo dal grosso piastrone corazzato (dello spessore di 10 cm) che chiude anteriormente la camera di tiro. Siccome il banco roccioso non emerge sufficientemente dal terreno (a differenza di Marta), i blocchi in calcestruzzo a protezione delle postazioni fuoriescono dal terreno quasi interamente, con caratteristiche forme tondeggianti. Sopra la copertura si possono ancora notare i camini di evacuazione dei fumi e dell'aria viziata.

## Storia
Come pure le altre opere del Vallo Alpino, anche quella del Monte Lega non ha partecipato attivamente alla battaglia delle Alpi Occidentali nel giugno 1940, infatti il campo di tiro delle armi era interamente in territorio italiano ed aveva carattere spiccatamente difensivo. Sulla vetta del Monte Lega, non collegato direttamente alla batteria, si trova l'osservatorio, costruito nel 1935, con il compito di dirigere il tiro dell'opera come pure di altre batterie ubicate allo scoperto. Da qui è possibile avere, in un colpo d'occhio, tutta la situazione del fronte, dal Toraggio, sino all'Arpetta e spaziare su tutta la Media Val Roia, osservando anche rilievi molto distanti come Rocca dell'Abisso, il Massiccio dell'Authion, Cima del Diavolo, il Monte Bego, ecc. Guardando verso la Francia, sui contrafforti nord–ovest di Monte Lega, si possono scorgere alcuni ricoveri e opere della prima linea, situate sotto la batteria.

### Situazione odierna
All'interno le condizioni dell'opera sono abbastanza buone e, a parte il recupero di tutte le porte e allestimenti interni, nel 1947 non si è provveduto alla rimozione di putrelle e corazzature in ferro. Il rivestimento in Populit, applicato in un secondo tempo, che serviva a dare un certo isolamento contro freddo e umidità, si è in parte distaccato da pareti e volte ed è caduto a terra.
Per raggiungere il Monte Lega è necessario, dopo aver percorso la provinciale della Val Nervia quasi sino a Pigna, seguire la militare che sale sino a Gola di Gouta, quindi lo sterrato in piano sino a Scarassan e, infine, dirigere verso Passo Muratone; qui è necessario lasciare l'auto e proseguire a piedi verso il Monte Toraggio. Dopo aver percorso poco più di un chilometro a sinistra inizia la diramazione per la 604ª Batteria che in breve conduce all'opera stessa e alla vetta.